# Kruczaj
Kruczaj (niem. Marienwalde) – kolonia w Polsce położona w województwie zachodniopomorskim, w powiecie choszczeńskim, w gminie Bierzwnik. W latach 1975−1998 miejscowość administracyjnie należała do województwa gorzowskiego. W roku 2007 kolonia liczyła 6 mieszkańców. Miejscowość wchodzi w skład sołectwa Płoszkowo.

## Geografia
Kolonia leży ok. 2,5 km na północ od Płoszkowa, ok. 150 m na wschód od drogi wojewódzkiej nr 160.